# شهرداری اسلوونسکا بیستریکا
شهرداری اسلوونسکا بیستریکا (به لاتین: Municipality of Slovenska Bistrica) یک منطقهٔ مسکونی در اسلوونی است که در اسلوونی واقع شده‌است. شهرداری اسلوونسکا بیستریکا ۲۶۰٫۱ کیلومتر مربع مساحت و ۲۵٬۵۵۲ نفر جمعیت دارد.